# Sekundærrute 595
De Sekundærrute 595 is een secundaire weg in Denemarken. De weg loopt van Aalborg naar Egense. De Sekundærrute. 595 loopt door Noord-Jutland en is ongeveer 24 kilometer lang.